# Hamzah Saleh
Hamzah Saleh (19 aprile 1967) è un ex calciatore saudita, di ruolo centrocampista.

## Carriera

### Club
Ha giocato per l'Al-Ahli Sports Club di Gedda, in patria.

### Nazionale
Convocato per la prima volta per una competizione internazionale in occasione della prima edizione della Confederations Cup, partecipò negli anni seguenti a varie competizioni, tra cui i due mondiali di Stati Uniti 1994 e Francia 1998; in entrambe le occasioni giocò due partite.

## Palmarès

### Club

#### Competizioni nazionali
- Coppa della Corona del Principe saudita: 1

Al-Ahli: 1998

### Nazionale
- Coppa delle Nazioni del Golfo: 1

1994
- Coppa d'Asia: 1

1996
- Coppa araba FIFA: 1

1998